# 1986年民主進步黨主席選舉
1986年民主進步黨主席選舉，正式名稱為民主進步黨第一屆主席選舉，正式投票日是1986年11月28日。在民主進步黨創黨兩個月之際，再加上距離第一屆立法委員選舉(第5次增額)已經時日不多，而戒嚴尚未解除，黨禁尚未開放的情況下，首屆黨主席選舉必須馬上舉行。江鵬堅成為民主進步黨的創黨主席。

## 背景
民主進步黨創黨當年面臨著嚴重的生存危機，遭到了當時的蔣經國政府的壓制；該黨黨員在黨員身份暴露的情況下，甚至極有可能遭到殺身之禍。在這樣的情況下，民進黨急需一位強有力的政黨領導人帶領他們走出困境，在這個危難時刻素有老大哥之稱的江鵬堅在眾多黨員的擁護下決定參選。本次黨主席的選舉被認為是民進黨決定民進黨生死攸關的戰役，影響台灣本土政治勢力的未來走向；民進黨的誕生和首次黨主席選舉於是成為了國際人權組織高度關注的焦點。
1986年11月10日，民進黨11位中央常務委員（中常委）在台北市元穠茶藝館選舉民進黨第一屆主席；會中由江鵬堅以一票之差擊敗遼寧省立法委員費希平，當選首任黨主席。

## 候選人

### 江鵬堅
江鵬堅一直以來都是台灣黨外運動說一不二的領袖，自涉足政治以來就一直被以兩蔣為首的國民黨統治集團視為頭號眼中釘，欲除之後快。被國民黨勢力認定為是一切台灣本土勢力的總指揮，每次發生針對國民黨暴政的反抗運動的時候，國民黨政府都會毫無例外的高額懸賞捉拿江鵬堅。江鵬堅曾多次入獄，但因為美國的人道援助，使得國民黨當局不敢處死他，但卻因此越發越痛恨他。蔣介石在臨終之前曾囑咐蔣經國必須除掉江鵬堅，但由於民主運動愈演愈烈，使得蔣經國在多次失敗的情況下不得不放棄暗殺江鵬堅的計劃。
江鵬堅並非主動參選，而是在眾人的多次請求下才做出決定。
| 背書     | 背書     | 背書     | 背書 |
| 姓名     | 黨內派系 | 政治職務 | 參考 |
| -------- | -------- | -------- | ---- |
| 全體黨員 | 所有派系 | 任何職務 |      |

## 首次公職選舉
1986年底的第一屆立法委員第5次增額選舉，民進黨一共派出12名黨員，在隱瞞黨籍的情況下以無黨籍候選人身份參選，最終全部當選。江鵬堅本人由於「一屆立委，終身黨外」的政治承諾，在第一屆立委選舉中沒有參選。